# Kristina Richter
Kristina „Tina” Richter (n. Hochmuth, n. 24 octombrie 1946, Zwickau, Land Sachsen⁠(d), Zona de ocupație sovietică) este o fostă handbalistă est-germană care a participat la Jocurile Olimpice de vară din 1976 și la Jocurile Olimpice de vară din 1980. În 1976, ea a câștigat medalia de argint cu echipa RDG. Richter a jucat în toate cele cinci meciuri și a înscris 27 de goluri. Patru ani mai târziu, ea a câștigat medalia de bronz cu formația est-germană. A jucat în toate cele cinci meciuri și a înscris 19 goluri.
De asemenea, Kristina Richter a câștigat cu echipa RDG medaliile de aur la Campionatele Mondiale din 1971, 1975 și 1978.

## Biografie
Până în 1962 Richter a fost sprinter și săritor în lungime, înainte de a trece la handbal. Apoi a devenit una dintre cele mai bune jucătoare de handbal din lume. Soțul ei a fost Dagobert Richter, antrenor de ciclism pentru Erik Zabel. 
Kristina Richter și-a început cariera de handbalistă ca junioară la echipa BSG Aktivist Karl Marx Zwickau, acum BSV Sachsen Zwickau. În 1965, ea a fost transferată de TSC Berlin, unde a rămas până la retragerea sa din 1980. În 1988, Richter a avut o revenire în activitatea handbalistică, jucând patru ani pentru echipa din divizia secundă BVB Berlin, până în 1992. În 1994, ea a fost numită antrenorul selecționatei naționale. Din 1994, ea antrenează echipa de senioare a TSC Berlin, care joacă în divizia a 3-a, grupa de sud a Regionalliga Nordost.
Richter a debutat la echipa națională a RDG în 1966, într-un meci împotriva Lituaniei. În toată cariera sa, handbalista a jucat pentru echipa țării sale în 235 de meciuri, în care a înscris 880 de goluri.
La ceremonia de deschidere a Jocurilor Olimpice de la Moscova, din 1980, Richter a fost purtătorul de drapel al delegației est-germane. Ea a fost primul competitor est-german într-un sport de echipă care a primit această onoare. 
Pentru rezultatele la Jocurile Olimpice, Kristinei Richter i s-a decernat în 1976 medalia de bronz a Ordinului Patriotic de Merit, iar în 1980 medalia de argint.

## Palmares

### Club
- Campionatul RDG:
  -  Câștigătoare: 1974, 1977, 1978, 1980

- Cupa RDG:
  -  Câștigătoare: 1977, 1978, 1979, 1980

- Cupa Cupelor EHF:
  -  Câștigătoare: 1977, 1979

### Echipa națională
- Jocurile Olimpice:
  -  Medalie de argint: 1976
  -  Medalie de bronz: 1980

- Campionatul Mondial:
  -  Medalie de aur: 1971, 1975, 1978

## Performanțe și distincții individuale
- Cea mai bună handbalistă din RD Germană: 1980;
- Medalia de bronz a Ordinului Patriotic de Merit al RDG: 1976;
- Medalia de argint a Ordinului Patriotic de Merit al RDG: 1980;
- Purtătoarea drapelului delegației est-germane la Jocurile Olimpice: 1980;